# 新巴尔萨
新巴尔萨是巴西巴拉那州的一个市镇。总面积396.914平方公里，总人口11118人，人口密度28人/平方公里。